# Manierismo postfidiaco
Il manierismo postfidiaco è la corrente artistica diffusasi ad Atene, nella seconda classicità, dopo la disastrosa guerra del Peloponneso. I maggiori esponenti sono Callimaco, Agoracrito e Alkamenes.

## Contesto storico
Ci troviamo in un periodo di cambiamento per l'uomo greco: non sentendosi più al centro dell'Universo, e soprattutto superiore alle altre popolazioni, egli inizia a cadere in una fase di crisi, che culminerà nel periodo ellenistico (323 a.C.).

## Descrizione
Mentre vi sono artisti, come Skopas, Prassitele e Leochares, volti a rappresentare fedelmente la realtà, senza alcun equilibrio compositivo, invece tali manieristi cercano di contrastare la crisi che li circonda, dando origine ad opere particolarmente "vistose". Già applicato da Fidia nella decorazione scultorea del Partenone, il panneggio bagnato viene estremamente accentuato. Con questo termine si indica una veste molto sottile, con cui gli artisti rappresentavano la figura femminile, per farne trasparire l'anatomia, senza però mai interrompere l'antichissima tradizione che non voleva fossero lasciate nude. Come opera, possiamo ricordare le Nikai (vittorie) che portano a sacrificare dei tori, rappresentate nella balaustra del tempio di Atena, nell'acropoli di Atene, principale centro culturale di tutta l'arte classica ed ellenistica.